# Karar
Karar (Beschluss) ist eine türkische Tageszeitung mit Redaktionssitz in Istanbul. Sie erscheint seit April 2015. Sie gilt als Organ von Dissidenten im Umfeld der Partei für Gerechtigkeit und Aufschwung (AKP).

## Überblick
Sowohl in AKP-nahen wie in oppositionellen Medien wird Karar oft mit dem früheren Ministerpräsidenten Ahmet Davutoğlu in Verbindung gebracht. Karar-Autor Mehmet Ocakatan (2007 bis 2011 Abgeordneter der AKP und 2013 bis 2015 Chefredakteur von Akşam) weist Bezeichnungen wie „Davutoğlu-Zeitung“ zurück und betont seine anhaltende Verbundenheit zu Staatspräsident Recep Tayyip Erdoğan. Jedoch formuliere die Zeitung auch Kritik an Dingen, die sie für falsch halte.
Viele Karar-Autoren, darunter Mehmet Ocakatan, waren zuvor bei AKP-nahen Zeitungen wie Akşam, Star oder Yeni Şafak gekündigt worden; Karar-Chefredakteur İbrahim Kiras war aus Protest gegen die Entlassungen als Chefredakteur von Star zurückgetreten. Weitere bekannte Autoren von Karar sind der türkisch-armenische Publizist Etyen Mahçupyan, der Sicherheitsexperte Mete Yarar, der Dichter und Journalist Yağmur Atsız, der Schriftsteller Beşir Ayvazoğlu sowie die Journalisten Mustafa Karaalioğlu, Hakan Albayrak und Vahdettin İnce.

## Trivia
Anfang Mai 2016 wurde aus dem Umfeld von Präsident Erdoğan öffentlich Kritik an der Arbeit des damaligen Ministerpräsidenten und AKP-Chefs Davutoğlu geäußert. In dem „Pelikan-Dossier“ genannten Papier listeten die unbekannten Verfasser in 27 Punkten Davutoğlus „Verrat“ auf. Dazu zählten sie auch die kurz zuvor erfolgte Gründung von Karar. Die Gründung einer eigenen Zeitung komme der Gründung einer eigenen Partei gleich. Kurz darauf vermeldete Karar exklusiv Davutoğlus bevorstehenden Rücktritt von allen Ämtern.